# Obrint Pas
Obrint Pas est un groupe musical espagnol, originaire de Valence, au Pays valencien. Leur style musical est un mélange de ska et de musique traditionnelle notamment à cause de l'utilisation de la dolçaina, hautbois traditionnel. Leur paroles appellent à l'indépendance des Pays catalans et au support de la culture valencienne. Esthétiquement et idéologiquement, Miquel Pujadó les compare aux Basques Negu Gorriak. En 2014, le groupe se met indéfiniment en pause.

## Histoire

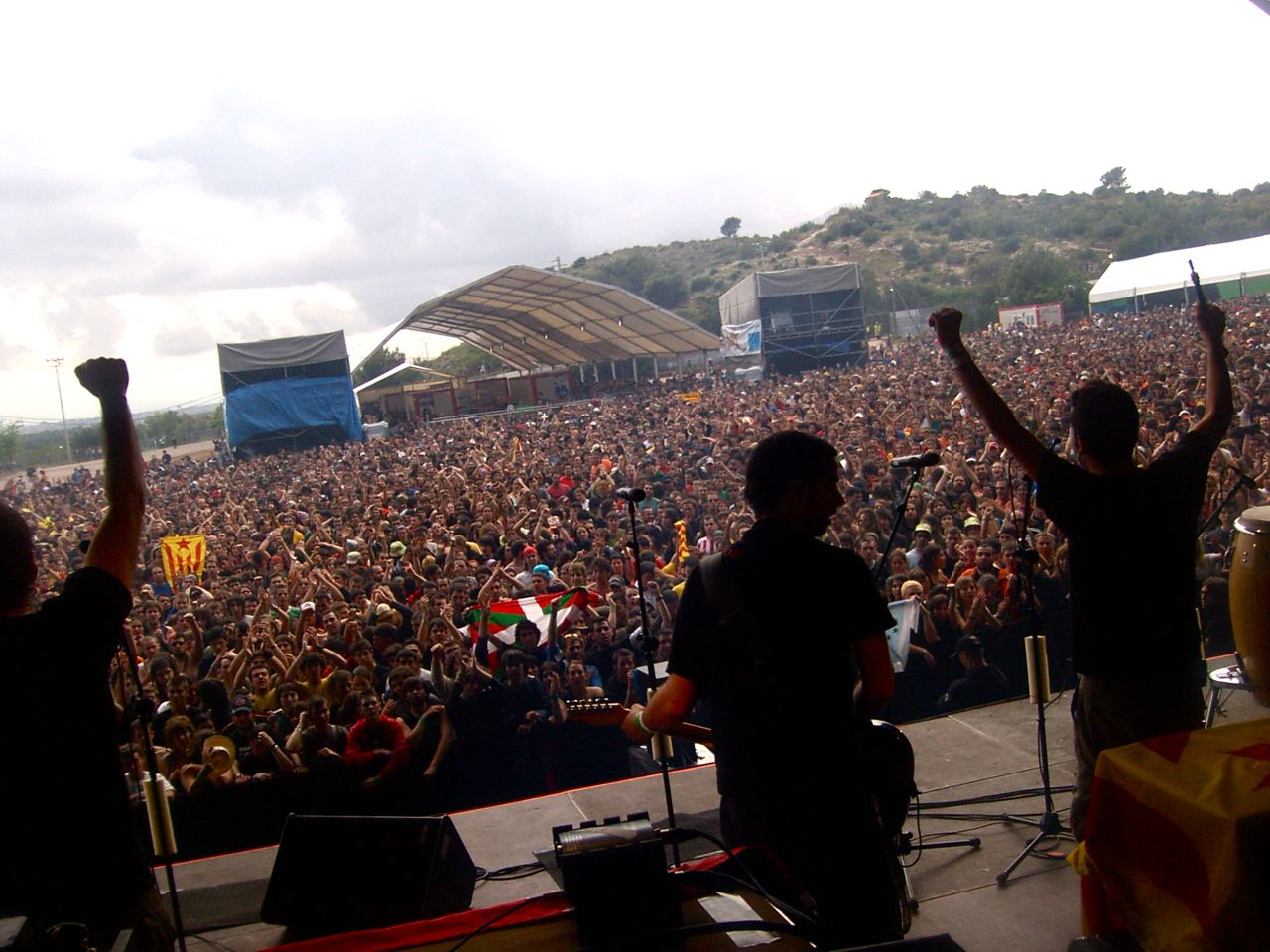
Concert de Obrint Pas au Viñarock de Villarrobledo.

Obrint Pas (expression valencienne pour « percée », littéralement « ouvrant le pas »), est formé en 1993, lorsqu'un groupe d'amis établit contact avec un producteur à l'institut Benlliure de Valence. En 1994, ils enregistrent leur première démo avec laquelle ils participent à la phase finale du III Tirant de Rock. Quelques années auparavant, le groupe participait à divers festivals et concours dans le but de consolider sa propre musique.
Le premier disque arrive en 1997 sous le nom de La revolta de l'ànima (composé de cinq morceaux). Suit Obrint pas (2000), le premier disque sous le label Propaganda pel Fet. La consolidation du groupe se fait avec Terra (2003), un travail où ils tentent leur chance avec de nouveaux styles; avant ça, ils enregistrent le morceau La flama (2004), avec lequel ils se font connaitre hors d'Espagne. En 2005 Obrint Pas sort, En moviment, album enregistré au concert qui a lieu à Valence le 25 avril en hommage à Ovidi Montllor (1942-1995), chanteur et acteur valencien qui prend part au mouvement de la nouvelle chanson valencienne et dont on célébrait les 10 ans de la disparition.
Le groupe effectue en 2006 une tournée internationale appelée 2006 Internacionalista Tour. Le groupe en profite pour passer par des pays où il n'avait jamais joué avant comme l'Angleterre, la Norvège, la République tchèque, la France, l'Argentine et bien d'autres. En 2007 le groupe présente Benvingut al Paradís, album accompagné d'un DVD livrant des images et des vidéos de la tournée de l'année précédente, ainsi que des featurings d'autres groupes étrangers, plutôt orientés Hip-Hop (Alif Sound System, Area 23).
Le 24 octobre 2010, dans la ville de Vich, la chanson La Flama (2004) de Obrint Pas est utilisée lors d'une tentative d'établissement d'un record mondial. En décembre 2010, le groupe effectue sa première tournée au Japon. Le 18 avril 2011 sort un nouvel album, Coratge au label Propaganda Pel Fet!. En juillet 2011, ils reviennent jouer au Japon au festival Fuji Rock. Le 21 mars 2013, Obrint Pas annonce une pause indéfinie après une tournée en 2014. En 2014, ils effectueront quelques concerts acoustiques à Barcelone, Palma de Mallorca et Valence,. La même année, Xavi Sarrià publie un ouvrage intitulé Totes les cançons parlen de tu chez Sembra Edicions.

## 45 Revolucions
45 Revolucions Records est un label discographique créé en 1998 par Obrint Pas afin de collaborer avec d'autres groupes comme Sant Gatxo, Ki Sap, Front Semicorxera d'Alliberament Nacional, Veus Guerrilheires, Atzukak, Arròs Caldós, Terra Vermelha et Feliu Ventura.

## Membres
- Xavi Sarrià - guitare, chant
- Josep Pitarch - basse
- Miquel Gironès - dolçaina
- Marc Guardiola - batterie
- Robert Fernández - guitare
- Miquel Ramos - voix, chœurs